# 寶馬公司總部大廈
寶馬公司總部大廈（德語：BMW-Vierzylinder，意為：BMW-四汽缸）是寶馬汽車總部，也是德國慕尼黑的地標之一。其外形模仿的是汽車引擎的圓形汽缸內部。

## 歷史
這個建築建造于1968年至1972年間，也是為1972年夏季奧運會而建造的建築之一，因此位置也靠近慕尼黑的奧林匹克村。
在1972年夏季奧運會期間，爲了播放廣告，寶馬的標誌一度被摘下。後來爲了拍攝電影《瘋狂輪滑》又再次被摘下。